# Ballbreaker
Ballbreaker je album australské hard rockové kapely AC/DC vydané v roce 1995. Jde o první studiové album, které kapela vydala po pětileté promlce, jež nastala po vydání alba The Razors Edge v roce 1990. Do kapely se vrátil a na albu se podílel bubeník Phil Rudd, který z AC/DC odešel v roce 1983 kvůli problémům s alkoholem a sporům s Malcolmem.
Z alba byly vybrány tři písně, které byly vydány jako singly a to "Hard as a Rock", "Cover You in Oil" a "Hail Caesar". Album Ballbreaker produkoval Rick Rubin, který se sám označuje za velkého fanouška AC/DC. S kapelou spolupracoval již v roce 1993 na písni „Big Gun“ pro soundtrack k filmu Poslední akční hrdina.
Album se umístilo na čtvrtém místě amerického a na šestém místě britského žebříčku. Album bylo znovuvydáno v roce 2005 v rámci série AC/DC Remasters.

## Seznam skladeb
Autory jsou Angus Young a Malcolm Young.
1. „Hard as a Rock“ – 4:30
2. „Cover You in Oil" – 4:32
3. „The Furor“ – 4:10
4. „Boogie Man“ – 4:07
5. „The Honey Roll“ – 5:34
6. „Burnin' Alive“ – 5:05
7. „Hail Caesar“ – 5:14
8. „Love Bomb“ – 3:14
9. „Caught With Your Pants Down“ – 4:14
10. „Whiskey on the Rocks“ – 4:35
11. „Ballbreaker“ – 4:32

## Obsazení
- Brian Johnson – zpěv
- Angus Young – kytara
- Malcolm Young – kytara
- Cliff Williams – baskytara
- Phil Rudd – bicí